# Nachtwölfe

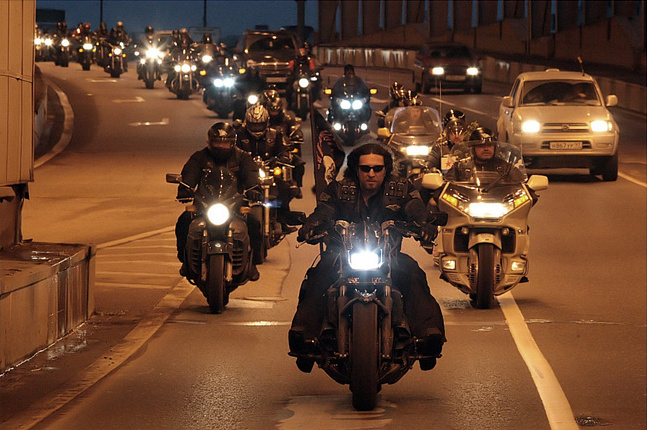
Die Nachtwölfe

Nachtwölfe MC (russisch Ночные Волки, transkribiert Notschnyje Wolki), ehemals Night Wolves, später russifiziert zu Nocnie Volki, ist der Name des 1989 gegründeten und größten russischen Motorrad- und Rockerclubs, dessen Gründer und Präsident Alexander Sergejewitsch Saldostanow ist. Die Mitglieder des Clubs vertreten nationalistische und christlich-orthodoxe Ansichten.

## Geschichte
Die Nachtwölfe haben sich in der Sowjetunion der 1980er Jahre während der Perestroika als anti-sowjetische Gruppierung gegründet und übernahmen vieles aus westlichen Bikerclubs. Bis in die 1990er Jahre gab es Kontakte zur dänischen Sektion der Hells Angels. 1991 wurde von Saldostanow der russische Präsident Boris Jelzin unterstützt, erst seit den 2000er Jahren fand eine Umorientierung zum staatsnahen Patriotismus statt.
In den 1990er und 2000er Jahren waren die Nachtwölfe noch pro-westlich eingestellt und hatten Kontakte zu dortigen Gleichgesinnten. Die Hinwendung zum orthodoxen Glauben und Nationalismus soll auf eine Begegnung von Saldostanow mit einem orthodoxen Priester zurückzuführen sein, der ihm unterbreitete, dass er Russland retten müsse. Ehemalige Mitglieder bezeichneten ihn dagegen als Despoten, der gegen den Ehrenkodex verstoße, dass auch ein Anführer auswechselbar sei. So würde die Grundregel aller Motorradklubs „Keine Politik“ missachtet und die von westlichen Clubs wie etwa auch den Hells Angels übernommene innere Demokratie verletzt. Anstatt einer jährlichen Wiederwahl des Klubpräsidenten habe sich eine „Einmann-Diktatur“ durchgesetzt. Zudem wurde kritisiert, dass ehemaliges Klubeigentum angeeignet worden sei.
Nach dem sogenannten „Punk-Gebet“ von Pussy Riot in der Christ-Erlöser-Kathedrale in Moskau am 21. Februar 2012 positionierte der Klub Mitglieder vor den christlich-orthodoxen Kirchen in ganz Russland.
Zum 70. Jahrestag der Schlacht um Stalingrad 2013 organisierten die Nachtwölfe in Wolgograd eine als „Bike-Show“ verklärte nationalistische Veranstaltung. 200.000 Zuschauer verfolgten Reden von Josef Stalin aus Lautsprechern und Klubchef Saldostanow, der auf der Bühne ergänzte: „Stalingrad ist für die Menschheit genauso heilig wie Jerusalem, Mekka und Bethlehem. Stalingrad ist eine flammende, feurige Ikone, versteckt unter einem nichtssagenden Pseudonym. Vor Stalingrad wurde ein mythischer Sieg errungen.“ Das russische Fernsehen übertrug die Show live.
Während des Euromaidan in der Ukraine 2014 stellten sich die Nachtwölfe auf die Seite der russischen Regierung. Ende Januar unterstützten sie prorussische Demonstranten in ostukrainischen Städten wie Charkiw und Luhansk, indem sie auf den Straßen patrouillierten und „Mahnwachen“ vor Verwaltungsgebäuden hielten, und brachten während der Annexion der Krim 2014 mit ihren Motorrädern Hilfsgüter auf die Halbinsel, richteten Kontrollpunkte ein, an denen sich Passanten auf Waffen kontrollieren lassen mussten, und patrouillierten auf den Straßen. Nach eigenen Angaben gegenüber CNN starben bis im Mai 2015 in der Ukraine drei Mitglieder.
Am 9. August 2014 veranstalteten die Nachtwölfe wieder eine (musikbegleitete) Show, diesmal in Sewastopol, bei der ungefähr 100.000 Zuschauer anwesend waren. Dabei feierten sie die russische Annexion der Krim und stellten die Ukraine als von Faschisten kontrolliertes Land dar. Auch diese Veranstaltung wurde im russischen Staatsfernsehen live ausgestrahlt.
Im Dezember 2015 bezeichnete der Generalstaatsanwalt die Übertragung eines Grundstücks von 270 Hektar bei Sewastopol an die Nachtwölfe als illegal.

## Ansichten und politische Positionen
Der Club gilt gegenwärtig als nationalistisch, anti-westlich, christlich-orthodox und homophob. Sie verbreiten den Imperialen Geist der Ideologie der heiligen russischen Welt. Den Nachtwölfen werden Verbindungen zu mafiösen Gruppen und Spionage nachgesagt.
Laut Ulrich Schmid unterstütze die russische Regierung die Nachtwölfe, weil sie durch ihr Auftreten dem Regime ein „cooles“ Image verschaffen würden.
Nach einem Interview mit Saldostanow im staatlichen russischen Nachrichtenmagazin Sputnik lehne der Club jegliche „satanistische“ Symbole und Provokationen gegen das orthodoxe Christentum ab und will, dass sich diese Bewegung gemäß den Traditionen weiterentwickelt und als etwas Russisches wahrgenommen wird. Ehemalige Mitglieder bezeichnen den Gründer und Klubpräsidenten Saldostanow als despotisch. In einem Interview in der Rheinischen Post bezeichnet er den Westen als Satan und nannte Stalin als Idol und „unübertroffenen Führer“, für den die Väter Russlands wie Jesus Christus in den Tod gegangen seien.

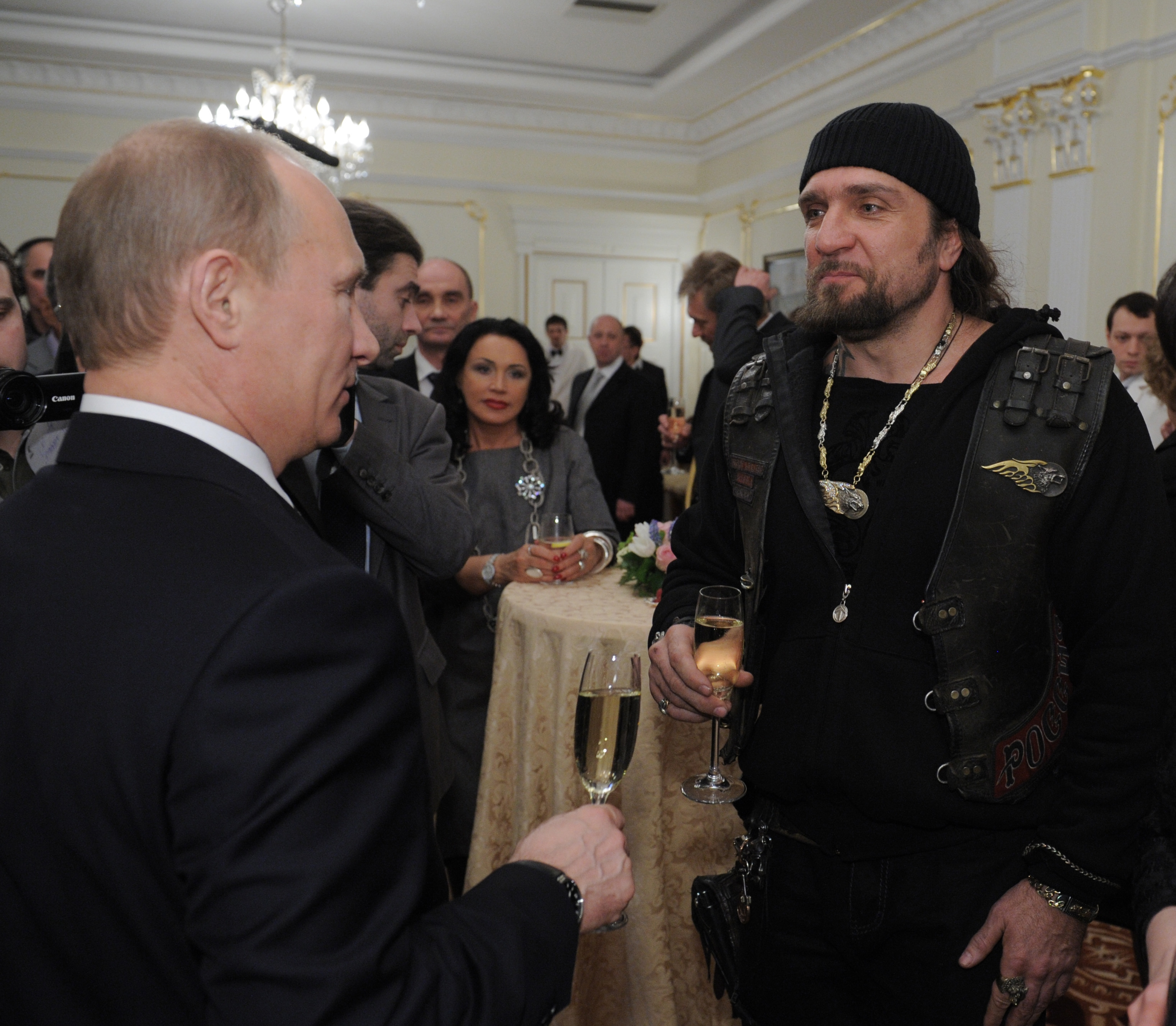
Putin und Saldostanow bei einem Treffen im Jahr 2012

Nach Aljoscha Ilg im deutschen Nachrichtenportal n-tv.de würden die Nachtwölfe im Gegensatz zu einigen westlichen Pendants wie den Hells Angels weniger durch organisierte Kriminalität als durch ihr kirchliches und gesellschaftliches Engagement auffallen. Sie gelten als misstrauisch gegenüber dem Staat und lehnen in ihrem Vereinsstatut gesetzliche Vorschriften ab (vgl. dazu Outlaws), sind jedoch Putin-nah. Saldostanow selbst sieht in Putin eine Person, die dieselben Lebensansichten hat wie er. Er sieht „den uns aufgezwungenen Atheismus“ auch als einen Grund für den Zerfall der Sowjetunion.
Seit 2009 pflegen Saldostanow und Putin ein gutes Verhältnis. Schon Jahre hatten die Nachtwölfe Massenkundgebungen auf der Krim organisiert, im Juli 2012 ließ Putin den damaligen ukrainischen Präsidenten Wiktor Janukowytsch vier Stunden warten, um mit den Nachtwölfen über die Straßen der Krim zu fahren. Für seine „patriotischen Verdienste“ um Russland verlieh Putin Saldostanow im Februar 2013 eine Ehrenmedaille. Im Gegenzug lobte Saldostanow Putin öffentlich für dessen Bemühungen, Russlands alte Größe wiederherzustellen. Im Mai 2015 wurde von Alexei Nawalny eine Summe von 56 Millionen Rubel (ca. 730.000 Euro) genannt, die die Nachtwölfe innerhalb von 18 Monaten aus Steuergeldern erhalten haben sollen. Die offizielle staatliche Wohltätigkeitsstiftung gab 12,5 Millionen Rubel für Neujahrsshows, die die Nachtwölfe für Kinder in den letzten beiden Jahren veranstalteten. In diesen Shows werden traditionell märchenhafte Geschichten über Liebe und Freundschaft aufgeführt, in den letzten Jahren aber wiederholt „anti-westliche“ Ideen vertreten, so beispielsweise eine Bedrohung einer Idylle durch das (jüdische) Kapital und konkret durch eine Vereinigung von Merkel, Obama und Hitler. Die staatliche Stiftung hatte von 2012 bis 2016 insgesamt 60 Millionen Rubel an die Nachtwölfe ausgeschüttet.
Im Zuge der Unterstützung des Clubs für die russischen Kräfte während der Krimannexion sagte Saldostanow in einem Interview im Februar 2014: „Wir sind hier, um unser Land zu verteidigen, oder zumindest die Teile davon, die uns verbleiben. (…) Wo immer wir sind, wo immer die Nachtwölfe sind, das sollte als Russland betrachtet werden.“ In einem weiteren Zeitungsinterview vom April 2015 behauptete Saldostanow, dass die Ukraine zu Russland gehöre. Im gleichen Interview äußerte Saldostanow, es sei „ein übermenschlicher Mystizismus in unserem Verhältnis zu Stalin am Werk. Einerseits der Stalin der Repressionen, andererseits der Stalin des Sieges im Großen Vaterländischen Krieg. […] Obwohl unsere Väter Stalin verfluchten, verehrten sie ihn und gingen für ihn in den Tod wie für Jesus Christus. Es muss Schluss damit sein, Stalin mit Dreck zu überhäufen. Obwohl seither Generationen das Gehirn gewaschen wurde, bleibt er ein Idol der russischen Geschichte und ein unübertroffener Führer.“ Saldostanow kämpfe für die Freiheit. „Nur führt der Teufel den Freiheitssuchenden häufig auf Abwege. Nach dem Kommunismus kämpfen wir wieder für die Freiheit, diesmal verteidigen wir uns gegen den Satan, die Weltregierung und das demokratische System“ (den Westen). Für seine Verdienste überreichte Putin Saldostanow eine weitere Auszeichnung, die Medaille für die Rückholung der Krim.
Saldostanow steht wegen seiner Handlungen im Zusammenhang mit dem Russisch-Ukrainischen Krieg seit Dezember 2014 auf einer Sanktionsliste des US-Finanzministeriums bzw. des Office of Foreign Assets Control, seit 2015 auf jener Kanadas und 2022 auch der EU. Meist russische Nachtwölfe verbreiten 2022 die offizielle russische Kriegspropaganda auch im Ausland und erhielten von der Weltraumorganisation Roskosmos „Steuergelder für die Unterstützung des aggressiven Krieges in der Ukraine“.

## Struktur
Es gibt drei Stufen, die ein neues Mitglied durchlaufen muss, bis es eine Weste mit dem vollständigen Wappen des Clubs verliehen bekommt. Die letzte Stufe ist erst durch mehrjährige Mitgliedschaft im Club erreicht. Frauen sind nicht zugelassen.
Der Club hat über 5000 Mitglieder (Stand 2014) und viele Zweigstellen in Ländern wie Rumänien, Serbien, Mazedonien und Estland. Im Mai 2023 berichtete die Neue Westfälische über die Gründung eines Ablegers der Nachtwölfe in Deutschland.

## Fahrt nach Berlin zum „Tag des Sieges“ 2015

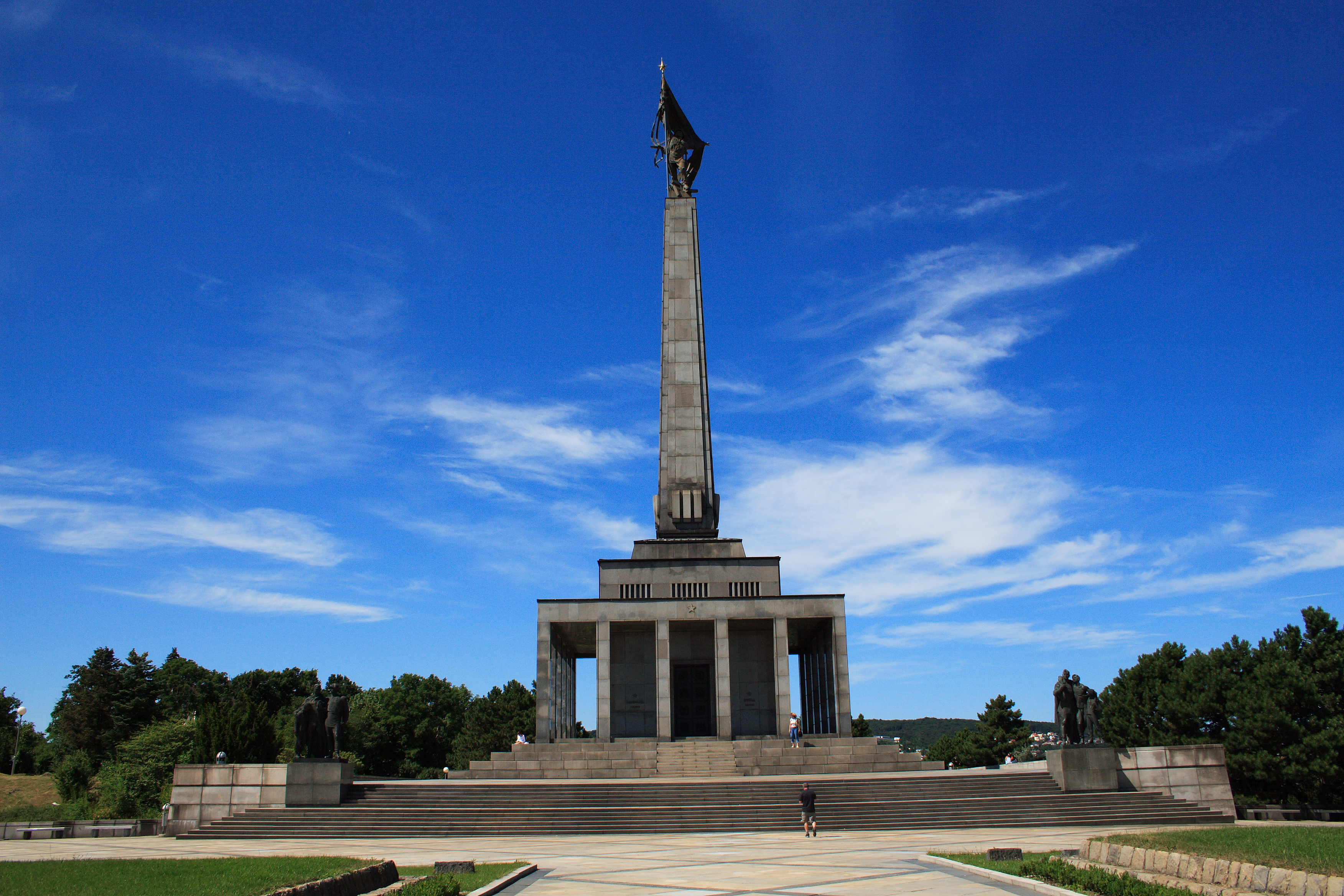
Eine Station der Fahrt, die Gedenkstätte Slavín in Bratislava

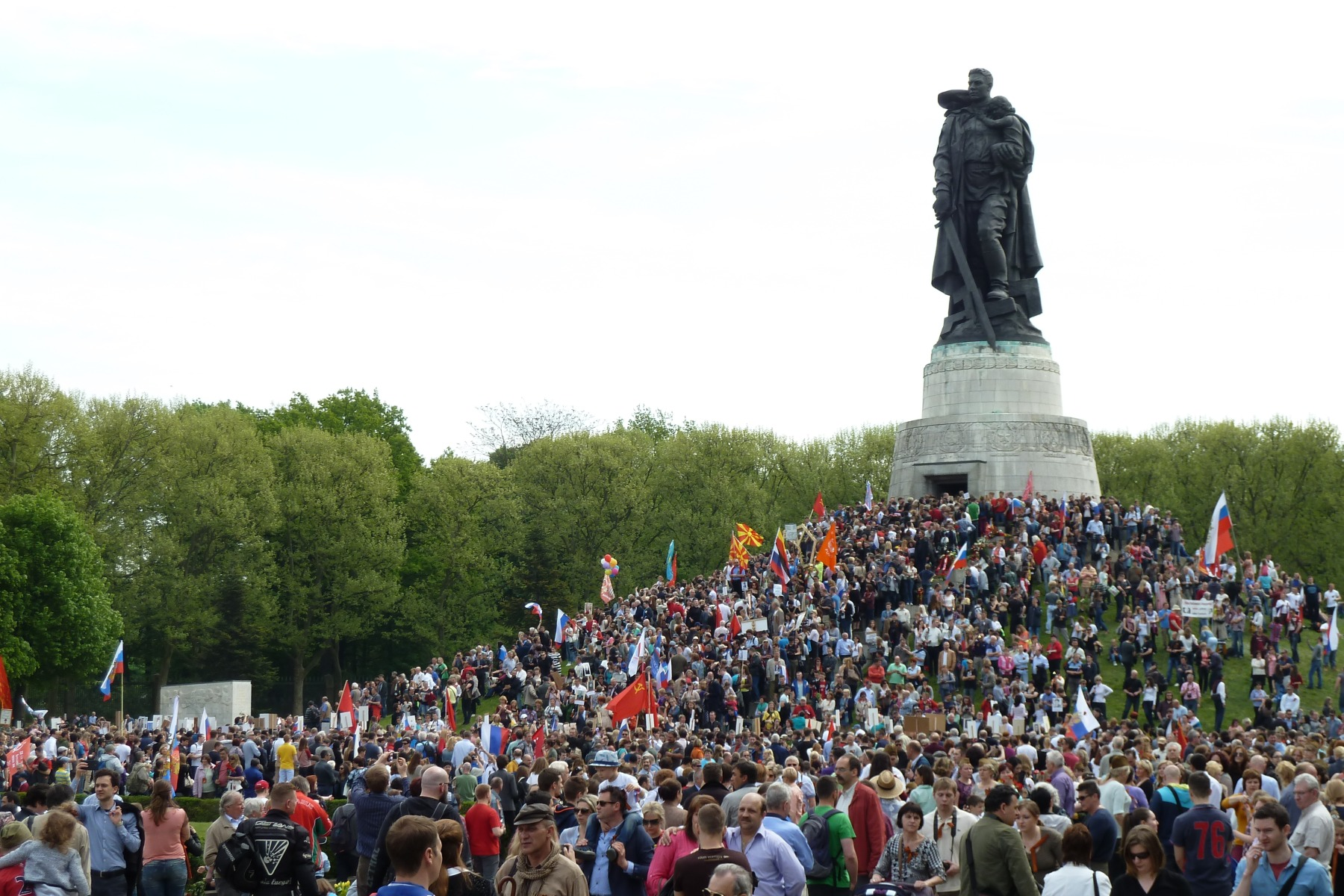
Endpunkt der Motorradfahrt, das Sowjetische Ehrenmal in Berlin-Treptow, hier am 9. Mai 2015

Nachtwölfe legten gemeinsam mit polnischen Motorradfahren in der Vergangenheit wiederholt Blumen in Katyn nieder, wo auch polnische Opfer stalinistischer Morde bestattet sind. Vor allem nahm auch 2015 eine Delegation der Nachtwölfe im polnischen Braniewo bei offiziellen Gedenkfeiern zur Ehrung der dort begrabenen gefallenen Rotarmisten teil.
Zum 70. Jahrestag des Kriegsendes plante der Club 2015 eine Fahrt von 20 Motorradfahrern, die entlang des Marschweges sowjetischer Truppen im Zweiten Weltkrieg von Moskau über Minsk, Brest, Breslau, Brünn, Bratislava, Wien, München, Prag und Torgau nach Berlin führen sollte, um „das Andenken an diejenigen zu ehren, die beim Kampf gegen den Faschismus gefallen sind“. Am 9. Mai 2015 sollte der Jahrestag in Berlin begangen werden. Die polnische Regierung verweigerte den Nachtwölfen bereits im Vorfeld der Fahrt die Einreise nach Polen.
Das Bundesinnenministerium und das Auswärtige Amt erklärten in einer gemeinsamen Erklärung, die geplante Fahrt fördere nicht die deutsch-russischen Beziehungen. Sie verboten führenden Mitgliedern des Klubs die Einreise nach Deutschland mit dem Hinweis auf „Gefahren für die öffentliche Sicherheit und Ordnung in Deutschland“. Die Regierung der Slowakei wurde von einer aus 75 slowakischen Intellektuellen bestehenden Gruppe aufgefordert, den Nachtwölfen die Einreise zu verweigern, da deren Botschaft „nicht die Niederwerfung des Faschismus, Freiheit und Frieden, sondern die Expansion Russlands“ sei. Von Seiten der Nachtwölfe hieß es angesichts der Verbote, dass man verschiedene Ausweichfahrtstrecken habe, ohne dabei auf Einzelheiten einzugehen. Man müsse nun, da das früher besiegte „Böse“ erneut in die russische Welt käme, vereint sein.
Am 25. April 2015 brachen ungefähr 20 Motorradfahrer der Nachtwölfe zur Fahrt nach Berlin auf. Am folgenden Tag legten sie Blumen zur Ehrung der Opfer stalinistischer Morde nieder, und zwar im polnischen und russischen Teil der Gedenkstätte Katyn.
Am 27. April wurde einer Gruppe von rund 20 Motorradfahrern der Nachtwölfe am belarussisch-polnischen Grenzübergang Terespol die Einreise nach Polen verweigert. Polnische Motorradfahrer beabsichtigten daraufhin, stellvertretend für die Russen in Warschau und Breslau Kerzen anzuzünden. Mitglieder der Nachtwölfe, die mit dem Auto oder dem Flugzeug in die EU eingereist waren, besuchten am 29. Mai gemeinsam mit polnischen Bikern das Konzentrationslager Auschwitz und setzten die Fahrt nach Westen auf Motorrädern fort, die ihnen von polnischen Bikern geliehen wurden.
Die Einreise von drei Mitgliedern der Nachtwölfe wurde am 1. Mai am Flughafen Schönefeld durch die deutschen Behörden verhindert, indem die bereits erteilten Visa aufgehoben wurden. Daraufhin protestierte das russische Außenministerium bei der Bundesregierung gegen deren Einreiseverweigerung. Das Verwaltungsgericht Berlin am 6. Mai und die Folgeinstanz am 7. Mai 2015 hoben die ausgesprochene Einreiseverweigerung auf.
Am 2. Mai 2015 erreichte eine kleine Gruppe von „Nachtwölfen“, die von tschechischen und slowakischen Motorradfahrern begleitet wurden, Bratislava, wo sie von 700 Personen zum Teil mit Jubel an der Gedenkstätte Slavín empfangen wurden. Nach Beobachtung der Polizei überquerte eine Gruppe von „grob geschätzt zehn Personen“ am 3. Mai 2015 die österreichisch-deutsche Grenze bei Bad Reichenhall, nachdem sie zuvor in Wien waren. Nach einem Besuch der Gedenkstätte Dachau führte die Fahrt weiter nach Prag. Am 8. Mai erreichten rund 30 Mitglieder und Sympathisanten das Deutsch-Russische Museum in Berlin-Karlshorst. Unter den 10.000 Menschen, die am 9. Mai anlässlich des Tages des Sieges das Sowjetische Ehrenmal in Berlin-Treptow besuchten, waren auch acht bis zehn Mitglieder der Nachtwölfe.

### Rezeptionen zur Fahrt
Julian Hans sah in der Süddeutschen Zeitung die Nachtwölfe als „widerliche Typen: Nationalisten mit großrussischen Träumen, Feinde der freien Gesellschaft, Unterstützer der Annexion der Krim 2014 und des Krieges im Donbass“. Als Teil der vom Kreml protegierten rechten Sammelbewegung „Antimaidan“ hätten sie zur Gewalt gegen Andersdenkende aufgerufen und Behinderte verhöhnt. Der Journalist Christoph Herwartz beschrieb auf n-tv einen fließenden Übergang zwischen Erinnerung, Stolz, Patriotismus und Großmachtstreben.